# Oliba de Besora
Oliba de Besora (Besora, ? — Elna, 1013), va ser bisbe d'Elna (1009-1013). Era fill d'Ermemir, primer senyor de Besora i germà de Gombau de Besora. El 997 tenia un benefici eclesiàstic a Barcelona. Quan va ser nomenat bisbe d'Elna, va participar en la restauració de les canòniques de Barcelona (1009) i d'Urgell (1010), i en l'elecció de Borrell com a bisbe de Vic (1010).